# Doncel
El término doncel es la denominación de un oficio de corte de la monarquía castellana bajomedieval, a cargo de jóvenes de familias nobles aún no armados caballeros y que ejercían como pajes o acompañantes del rey o del heredero de la corona. Posteriormente pasaban a formar un cuerpo militar especial, el Contino de Donceles de la Real Casa, dirigido por el alcaide de los Donceles.
- Martín Vázquez de Arce, el doncel de Sigüenza, famoso por

- la escultura de su tumba en la Catedral de Sigüenza, en la llamada Capilla del Doncel.
- También en Sigüenza, se denomina Casa del Doncel al palacio de los Marqueses de Bédmar.

- Juan de Padilla (doncel de Fresdeval), también doncel de Isabel la Católica –no confundir con otros personajes llamados Juan de Padilla–.
- Andrés Cabrera, que fue doncel de Enrique IV de Castilla.
- Diego de Valera, que fue doncel de Juan II de Castilla.
- Ferrán Manuel de Lando, que fue doncel de Juan I de Castilla y asistió a la coronación de Fernando de Antequera  en 1412.
- Pedro López de Ayala, que fue doncel de Pedro I de Castilla.
- Gonzalo Fernández de Córdoba, que fue doncel de Alfonso de Castilla.

## Donceles en Cataluña
La palabra castellana doncel es un catalanismo (donzell, del latín vulgar domnicellus). En la Cataluña del Antiguo Régimen, doncel era una dignidad ligada a determinadas localidades:
- Antonio de Cella y de Tafurer, que fue doncel de Gerona el 29 de junio de 1602.
- Gaspar de Calders, que fue doncel de Llanera (1620); Ramón de Calders y Francisco Calders, que lo fueron de Cervera (1431).
- Galcerán de Requesens y Joan de Soler, Donzell de Barcelona en finales del siglo XV.

## Donceles en otras monarquías
La bibliografía traduce como doncel al oficio de corte similar en otras monarquías europeas:
- Øystein Møyla, apodado el doncel, pretendiente al trono noruego.
- Odón de Villars, doncel de los condes de Saboya.

## Donceles en la literatura de ficción
- La denominación de ciertos personajes en varias obras de literatura caballeresca:

- Amadís de Gaula, que era doncel de la mar.
- El caballero del Febo el troyano.
- Clarisel de las Flores.
- Felixmarte de Hircania.

- El título de otras obras literarias:

- El Doncel de Don Enrique el Doliente, novela de Mariano José de Larra.
- Pepa Doncel, obra de teatro de Jacinto Benavente.

- Una editorial dependiente del Frente de Juventudes, durante la etapa del franquismo en España

## Apellido Doncel
- Carlos García Doncel
- Diego Doncel
- Francisco Doncel Quiros
- María Camila Doncel ramirez

## Fitónimos
Doncel, en el reino vegetal, es la denominación de:
- Uno de los nombres vulgares de las plantas Artemisia absinthium y Artemisia  arborescens, más conocidas como Ajenjos.
- Uno de los nombres vernáculos del Pinus pinea: Pino doncel o Pino piñonero.

## Topónimos
- Sierra de los Donceles, en Albacete (Agramón).
- Calle de Donceles, en Ciudad de México.

- Palacio Legislativo de Donceles.

• Alcaide de los Donceles, en Málaga (Andalucía, España).

## Editoriales
- La editorial Doncel de Madrid.